# روبن مارك
روبن مارك (بالإنجليزية: Robin Mark)‏ هو مغن مؤلف بريطاني، ولد في 1969.

## وصلات خارجية
- الموقع الرسمي
- روبن مارك على موقع ميوزك برينز (الإنجليزية)
- روبن مارك على موقع ديسكوغز (الإنجليزية)